# Авиамоторная (платформа)
Авиамото́рная (ранее Но́вые дома́, до 20 февраля 2020 года Но́вая) — остановочный пункт Казанского и Рязанского направлений Московской железной дороги, расположенный на границе районов Перово и Лефортово в Москве.

## История
Остановочный пункт открыт в 1942 году, первоначальное название: Новые дома. Название было дано по расположенному поблизости жилому району Новые дома (см. Дангауэровка), позднее сокращено до Новая. Прошёл реконструкцию в середине 2000-х годов, в ходе которой были установлены зелёные полупрозрачные навесы, платформа выложена плиткой, заменены все строения.
Расположен на месте прохождения старинного Владимирского тракта.
В 2020 году платформа переименована в Авиамоторную. Новое название дано по близлежащим станциям метро.
По состоянию на 2023 год, планируется реконструкция платформы со строительством «городского вокзала», переносом платформы ближе к станциям метро, сооружением внеуличных переходов через пути и реконструкцией прилегающих улиц.

## Характеристика
Расстояние по путям от Казанского вокзала составляет 7 км. Относится ко второй тарифной зоне, оборудована турникетами. Состоит из двух посадочных платформ, боковой (западной) и островной (восточной). Боковая платформа обслуживает II путь, островная I и IV пути. III путь Казанского направления идёт через сортировочный парк Перово IV станции Перово вдали от платформы. Платформы имеют значительный изгиб (влево при движении от Москвы), соединены пешеходным мостом. Второй мост над платформой не имеет выходов на неё и служит лишь для перехода через пути на 1-ю улицу Энтузиастов. Кассы, обслуживающие платформу, располагаются со стороны Авиамоторной улицы. Касса «на выход» — на боковой платформе.

## Расположение и пересадки
Расположена у пересечения шоссе Энтузиастов с Авиамоторной улицей. Мост шоссе Энтузиастов над железнодорожными путями расположен к северу от платформы. Является пересадочной на станцию «Авиамоторная» Калининской линии, а также на одноимённую станцию Большой кольцевой линии.

## Наземный общественный транспорт
На этой станции можно пересесть на следующие маршруты городского пассажирского транспорта:
- Автобусы: м6, 125, 624, с636, с679, 690, 695, 805, т30, т53, н4
- Трамваи: 2, 12, 32, 37, 38, 46, 50